# 24 uur van Le Mans 1979

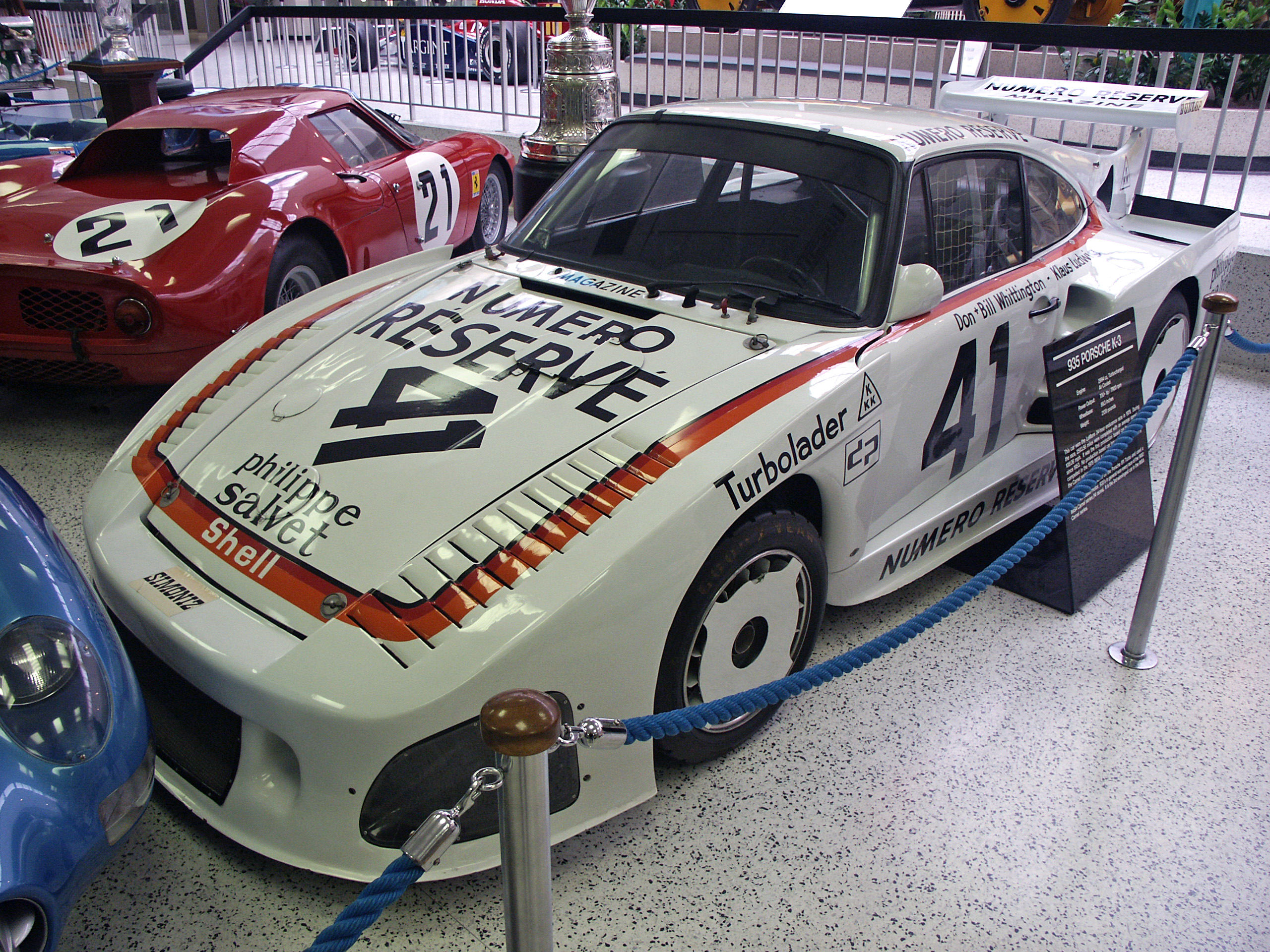
De winnende auto: de Porsche 935-K3 #41.

De 24 uur van Le Mans 1979 was de 47e editie van deze endurancerace. De race werd verreden op 9 en 10 juni 1979 op het Circuit de la Sarthe nabij Le Mans, Frankrijk.
De race werd gewonnen door de Porsche Kremer Racing #41 van Klaus Ludwig, Don Whittington en Bill Whittington. Zij behaalden allemaal hun eerste Le Mans-zege. De IMSA GTX-klasse werd gewonnen door de Dick Barbour Racing #70 van Dick Barbour, Rolf Stommelen en Paul Newman. De Gr.4 GT-klasse werd gewonnen door de Lubrifilm Racing Team #82 van Herbert Müller, Angelo Pallavicini en Marco Vanoli. De Gr.6 SP 3.0-klasse werd gewonnen door de Jean Rondeau #5 van Jean Ragnotti en Bernard Darniche. De GTP-klasse werd gewonnen door de WM AEREM #52 van Jean-Daniel Raulet en Marcel Mamers. De Gr.6 S 2.0-klasse werd gewonnen door de Mogil Motors Ltd #29 van Tony Charnell, Richard Jones en Robin Smith.

## Race
Winnaars in hun klasse zijn vetgedrukt. Auto's die minder dan 70% van de afstand van de winnaar (214 ronden) hadden afgelegd werden niet geklasseerd. De #12 Essex Motorsport Porsche werd gediskwalificeerd omdat deze hulp van buitenaf had ontvangen, terwijl de #26 Société Racing Organisation Course, de #10 Grand Touring Cars Inc en de #35 Carlo Pietromarchi werden gediskwalificeerd omdat zij te veel achterstand hadden opgelopen.
| Pos. | Klasse     | No. | Team                                                      | Coureurs                                                     | Chassis                | Motor                             | Banden | Ronden |
| ---- | ---------- | --- | --------------------------------------------------------- | ------------------------------------------------------------ | ---------------------- | --------------------------------- | ------ | ------ |
| 1    | Gr.5 SP    | 41  | Porsche Kremer Racing                                     | Klaus Ludwig Don Whittington Bill Whittington                | Porsche 935-K3         | Porsche 930/79 3.0L F6 twin-turbo | D      | 306    |
| 2    | IMSA GTX   | 70  | Dick Barbour Racing                                       | Dick Barbour Rolf Stommelen Paul Newman                      | Porsche 935/77A        | Porsche 930/80 3.0L F6 twin-turbo | G      | 299    |
| 3    | Gr.5 SP    | 40  | Porsche Kremer Racing                                     | Laurent Ferrier François Servanin François Trisconi          | Porsche 935/77A        | Porsche 930/72 3.0L F6 turbo      | D      | 297    |
| 4    | Gr.4 GT    | 82  | Lubrifilm Racing Team                                     | Herbert Müller Angelo Pallavicini Marco Vanoli               | Porsche 934            | Porsche 3.0L F6 turbo             | G      | 296    |
| 5    | Gr.6 S 3.0 | 5   | Jean Rondeau                                              | Jean Ragnotti Bernard Darniche                               | Rondeau M379           | Cosworth DFV 3.0 L V8             | G      | 292    |
| 6    | IMSA GTX   | 76  | Hervé Poulain                                             | Hervé Poulain Manfred Winkelhock Marcel Mignot               | BMW M1                 | BMW M88 3.5L S6                   | D      | 288    |
| 7    | Gr.5 SP    | 42  | Sekurit Racing Autohaus Max Moritz GmbH                   | Edgar Dören Dieter Schornstein Götz von Tschirnhaus          | Porsche 935/77A        | Porsche 3.0L F6 turbo             | G      | 283    |
| 8    | IMSA GTX   | 72  | Dick Barbour Racing                                       | Bob Garretson Skeeter McKitterick Edwin Abate                | Porsche 935/78         | Porsche 3.0L F6 turbo             | G      | 283    |
| 9    | IMSA GTX   | 73  | Dick Barbour Racing Wynn's International                  | Bob Kirby Bob Harmon John Hotchkis                           | Porsche 935/78         | Porsche 930/73 3.0L F6 turbo      | G      | 280    |
| 10   | Gr.6 S 3.0 | 4   | Jean Rondeau                                              | Henri Pescarolo Jean-Pierre Beltoise                         | Rondeau M379           | Cosworth DFV 3.0L V8              | G      | 279    |
| 11   | Gr.5 SP    | 43  | Claude Haldi                                              | Claude Haldi Herbert Loewe Rodrigo Terran                    | Porsche 935            | Porsche 3.0L F6 turbo             | D      | 275    |
| 12   | IMSA GTX   | 61  | "Beurlys"                                                 | Jean Blaton Nick Faure Steve O'Rourke Bernard de Dryver      | Ferrari 512 BB-LM      | Ferrari 4.9 L F12                 | M      | 274    |
| 13   | Gr.5 SP    | 45  | Porsche Kremer Racing                                     | Axel Plankenhorn Philippe Gurdjian Louis Krages              | Porsche 935-K3         | Porsche 930/79 3.0L F6 twin-turbo | D      | 273    |
| 14   | GTP        | 52  | WM AEREM                                                  | Jean-Daniel Raulet Marcel Mamers                             | WM P79                 | Peugeot PRV ZNS4 2.7L V6 turbo    | M      | 272    |
| 15   | Gr.5 SP    | 39  | ASA Cachia                                                | Jacques Guérin Jacques Goujon Fréderic Alliot                | Porsche 935            | Porsche 3.0L F6 turbo             | D      | 268    |
| 16   | Gr.4 GT    | 86  | Kores Racing                                              | Georges Bourdillat Roland Ennequin Alain-Michel Bernhard     | Porsche 934            | Porsche 3.0L F6 turbo             | M      | 265    |
| 17   | Gr.6 S 2.0 | 29  | Mogil Motors Ltd                                          | Tony Charnell Richard Jones Robin Smith                      | Chevron B36            | Cosworth BDG 2.0L S4              | G      | 265    |
| 18   | Gr.6 S 2.0 | 24  | Dorset Racing Associates                                  | Brian Joscelyne Tony Birchenhough Richard Jenvey Nick Mason  | Lola T297              | Cosworth BDG 2.0L S4              | D      | 260    |
| 19   | Gr.4 GT    | 84  | Anne-Charlotte Verney                                     | Anne-Charlotte Verney Patrick Bardinon René Metge            | Porsche 934            | Porsche 3.0L F6 turbo             | D      | 251    |
| 20   | Gr.6 S 3.0 | 15  | Fisons Agricole/ Simon Phillips                           | Simon Phillips Martin Raymond Ray Mallock                    | De Cadenet LM76        | Cosworth DFV 3.0L V8              | G      | 250    |
| 21   | Gr.6 S 2.0 | 20  | Lambretta SAFD                                            | Pierre Yver Max Cohen-Olivar Michel Elkoubi                  | Lola T298              | BMW M12 2.0L S4                   | G      | 248    |
| 22   | Gr.6 S 2.0 | 28  | Société Racing Organisation Course                        | Bernard Verdier Albert Dufréne Noël del Bello                | Chevron B36            | Simca-ROC 2.0L S4                 | G      | 239    |
| DNF  | Gr.6 S 3.0 | 11  | Grand Touring Cars Inc Ford Concessionaires France        | Derek Bell David Hobbs Vern Schuppan                         | Mirage M10             | Cosworth DFV 3.0L V8              | G      | 262    |
| DNF  | IMSA GTX   | 62  | Charles Pozzi/JMS Racing                                  | Jean-Claude Andruet Spartaco Dini                            | Ferrari 512BB-LM       | Ferrari 4.9L F12                  | M      | 240    |
| DNF  | Gr.6 S 3.0 | 14  | Essex Motorsport Porsche                                  | Bob Wollek Hurley Haywood                                    | Porsche 936-78         | Porsche 935/73 2.1L F6 twin-turbo | D      | 236    |
| DNF  | IMSA GTX   | 63  | Charles Pozzi/JMS Racing                                  | Michel Leclère Claude Ballot-Léna Peter Gregg                | Ferrari 512BB-LM       | Ferrari 4.9L F12                  | M      | 219    |
| DNF  | GTP        | 55  | Jean Rondeau                                              | Jean Rondeau Jacky Haran                                     | Rondeau M379           | Cosworth DFV 3.0L V8              | G      | 207    |
| DNF  | Gr.5 SP    | 36  | Gelo Sportswear International                             | Manfred Schurti Hans Heyer                                   | Porsche 935/77A        | Porsche 3.0L F6 turbo             | G      | 201    |
| DSQ  | Gr.6 S 3.0 | 12  | Essex Motorsport Porsche                                  | Jacky Ickx Brian Redman                                      | Porsche 936-78         | Porsche 935/73 2.1L F6 twin-turbo | D      | 200    |
| DNF  | Gr.5 SP    | 37  | Gelo Sportswear International                             | John Fitzpatrick Harald Grohs Jean-Louis Lafosse             | Porsche 935/77A        | Porsche 3.0L F6 turbo             | G      | 196    |
| DNF  | Gr.6 S 2.0 | 25  | Jean-Marie Lemerle                                        | Jean-Marie Lemerle Alain Levié Jean-Pierre Malcher           | Lola T298              | Simca-ROC 2.0L S4                 | G      | 189    |
| DNF  | Gr.6 S 2.0 | 33  | Société Racing Organisation Course André Chevalley Racing | Marcel Tarres Alain Dechelette Charles Dechelette            | Chevron B36            | Simca-ROC 2.0L S4                 | G      | 187    |
| DNF  | Gr.6 S 2.0 | 31  | Kores Racing France Chauffage                             | Michel Lateste Dominique Lacaud                              | Lola T297              | BMW M12 2.0L S4                   | G      | 182    |
| DNF  | Gr.4 GT    | 87  | Christian Bussi                                           | Christian Bussi Bernard Salam                                | Porsche 934            | Porsche 3.0L F6 turbo             | D      | 182    |
| DNF  | GTP        | 51  | WM AEREM                                                  | Roger Dorchy Denis Morin                                     | WM P79                 | Peugeot PRV ZNS4 2.7L V6 turbo    | M      | 157    |
| DNF  | IMSA GTX   | 68  | Interscope Racing                                         | Ted Field Milt Minter John Morton                            | Porsche 935/79         | Porsche 930/80 2.1L F6 twin-turbo | G      | 154    |
| DNF  | Gr.6 S 3.0 | 3   | JC Racing Ltd.                                            | John Cooper Peter Lovett John Morrison                       | De Cadenet-Lola LM77   | Cosworth DFV 3.0L V8              | G      | 146    |
| DNF  | Gr.6 S 2.0 | 23  | Team Pronuptia                                            | Bruno Sotty Gérard Cuynet Marc Frischknecht                  | Lola T296              | Cosworth BDG 2.0L S4              | G      | 134    |
| DSQ  | Gr.6 S 2.0 | 26  | Société Racing Organisation Course                        | Michel Dubois Pierre-François Rousselot Marc Menant          | Chevron B36            | Simca-ROC 2.0L S4                 | G      | 133    |
| DNF  | Gr.6 S 2.0 | 32  | Hubert Striebig/BP Racing                                 | Hubert Striebig Alain Cudini Hughes Kirschoffer              | ToJ SC206              | BMW M12 2.0L S4                   | D      | 121    |
| DSQ  | Gr.6 S 3.0 | 10  | Grand Touring Cars Inc Ford Concessionaires France        | Vern Schuppan Jean-Pierre Jaussaud David Hobbs               | Mirage M10             | Cosworth DFV 3.0L V8              | G      | 121    |
| DSQ  | Gr.5 SP    | 35  | Carlo Pietromarchi                                        | Carlo Pietromarchi Gianfranco Brancatelli Maurizio Micangeli | De Tomaso Pantera      | Ford 351 5.8L V8                  | G      | 108    |
| DNF  | Gr.6 S 2.0 | 27  | Société Racing Organisation Course                        | Marc Sourd Florian Vetsch Robert Carmillet                   | Chevron B36            | Simca-ROC 2.0L S4                 | G      | 92     |
| DNF  | Gr.6 S 2.0 | 17  | Cheetah Racing Cars                                       | Sandro Plastina Philippe Roux Mario Luini                    | Cheetah G-601          | Simca-ROC 2.0L S4                 | G      | 87     |
| DNF  | GTP        | 53  | WM AEREM                                                  | Michel Pignard Jacques Coulon Serge Saulnier                 | WM P79                 | Peugeot PRV ZNS4 2.7L V6 turbo    | M      | 87     |
| DNF  | Gr.6 S 2.0 | 18  | Daniel Brillat Écurie Cedac Suisse                        | Daniel Brillat Jean-Pierre Aeschlimann                       | Cheetah G-601          | BMW M12 2.0L S4                   | M      | 80     |
| DNF  | IMSA GTX   | 71  | Dick Barbour Racing                                       | Bob Akin Roy Woods Rob McFarlin                              | Porsche 935/77A        | Porsche 930/78 3.0L F6 turbo      | G      | 78     |
| DNF  | Gr.6 S 2.0 | 22  | G. Morand                                                 | Eric Vaugnat Jacques Boillat                                 | Lola T296              | Cosworth BDG 2.0L S4              | G      | 76     |
| DNF  | IMSA GTX   | 74  | Jean-Pierre Jarier                                        | Jean-Pierre Jarier Randy Townsend Raymond Touroul            | Porsche 935            | Porsche 3.0L F6 turbo             | G      | 65     |
| DNF  | Gr.6 S 3.0 | 1   | André Chevalley Racing                                    | André Chevalley Xavier Lapeyre Patrick Perrier               | Lola T286              | Cosworth DFV 3.0L V8              | G      | 59     |
| DNF  | IMSA GTX   | 64  | North American Racing Team                                | Jean-Pierre Delaunay Cyril Grandet Preston Henn              | Ferrari 512BB-LM       | Ferrari 4.9L F12                  | M      | 54     |
| DNF  | Gr.6 S 3.0 | 6   | Dome Co. Ltd                                              | Chris Craft Gordon Spice                                     | Dome Zero RL           | Cosworth DFV 3.0L V8              | D      | 40     |
| DNF  | Gr.6 S 3.0 | 7   | Dome Co. Ltd                                              | Bob Evans Tony Trimmer                                       | Dome Zero RL           | Cosworth DFV 3.0L V8              | D      | 25     |
| DNF  | GTP        | 50  | Robin Hamilton                                            | Robin Hamilton Mike Salmon                                   | Aston Martin DBS Turbo | Aston Martin 5.3L V8 turbo        | D      | 21     |
| DNF  | Gr.6 S 3.0 | 8   | Alain de Cadenet                                          | Alain de Cadenet François Migault                            | De Cadenet LM78        | Cosworth DFV 3.0L V8              | G      | 10     |
| DNA  | Gr.6 S 5.0 | 16  | March Racing                                              | Dieter Quester Guy Edwards Ian Grob                          | March-BMW M1           | BMW M88 3.5L S6                   | D      | 0      |
| DNQ  | Gr.6 S 2.0 | 21  | Lambretta SAFD                                            | François Calmels Renaud Laverre Patrice Lenormand            | Lola T296              | Simca-ROC 2.0L S4                 | G      | 0      |
| DNQ  | Gr.6 S 2.0 | 30  | ASA Cachia F. Migault                                     | Pascal Foix Michel Bienvault Murray Smith                    | Lola T296              | Simca-ROC 2.0L S4                 |        | 0      |
| DNQ  | IMSA GTX   | 77  | Mazda Auto Tokyo                                          | Yojiro Terada Tetsu Ikuzawa Claude Buchet                    | Mazda RX-7             | Mazda 13B 1.3L twin-rotary        | D      | 0      |
| DNQ  | Gr.4 GT    | 80  | Écurie des 13 Etoiles                                     | Antoine Salamin Gérard Vial Philippe Collet                  | Porsche 934            | Porsche 3.0L F6 turbo             |        | 0      |
| DNA  | Gr.6 S 3.0 | 2   | André Chevalley Racing                                    | Patrick Perrier Marco Capoferri Renzo Zorzi                  | Lola T286              | Cosworth DFV 3.0L V8              |        | 0      |
| DNA  | GTP        | 54  | Walter Brun Racing Organisation                           | Walter Brun Alain Cudini                                     | BMW M1                 | BMW M88 3.5L S6                   |        | 0      |
| DNA  | GTP        | 60  | P. Sauber AG Douglas Rowe                                 | Douglas Rowe Bill Adam A.A. Lorent                           | Chevrolet Corvette     | Chevrolet 7.0L V8                 |        | 0      |
| DNA  | IMSA GTX   | 65  | North American Racing Team                                |                                                              | Ferrari 512 BB-LM      | Ferrari 4.9L F12                  | M      | 0      |
| DNA  | IMSA GTX   | 66  | SA Mo.Car SpA                                             | Clay Regazzoni                                               | Ferrari 512 BB         | Ferrari 4.9L F12                  | M      | 0      |
| DNA  | IMSA GTX   | 67  | Don Whittington                                           | Don Whittington Bill Whittington                             | Porsche 935/79         | Porsche 930/79 3.3L F6 twin-turbo |        | 0      |
| DNA  | Gr.4 GT    | 81  | Autohaus Max Moritz GmbH                                  | Edgar Dören Gerhard Holup Uwe Reich Eckhard Schimpf          | Porsche 934            | Porsche 3.0L F6 turbo             |        | 0      |

1923 · 1924 · 1925 · 1926 · 1927 · 1928 · 1929 · 1930 · 1931 · 1932 · 1933 · 1934 · 1935 · 1936 · 1937 · 1938 · 1939 · 1940 - 1948 · 1949 · 1950 · 1951 · 1952 · 1953 · 1954 · 1955 (Ramp) · 1956 · 1957 · 1958 · 1959 · 1960 · 1961 · 1962 · 1963 · 1964 · 1965 · 1966 · 1967 · 1968 · 1969 · 1970 · 1971 · 1972 · 1973 · 1974 · 1975 · 1976 · 1977 · 1978 · 1979 · 1980 · 1981 · 1982 · 1983 · 1984 · 1985 · 1986 · 1987 · 1988 · 1989 · 1990 · 1991 · 1992 · 1993 · 1994 · 1995 · 1996 · 1997 · 1998 · 1999 · 2000 · 2001 · 2002 · 2003 · 2004 · 2005 · 2006 · 2007 · 2008 · 2009 · 2010 · 2011 · 2012 · 2013 · 2014 · 2015 · 2016 · 2017 · 2018 · 2019 · 2020 · 2021 · 2022 · 2023 · 2024